# 兰溪城墙
29°12′41″N 119°28′11″E / 29.21139°N 119.46972°E

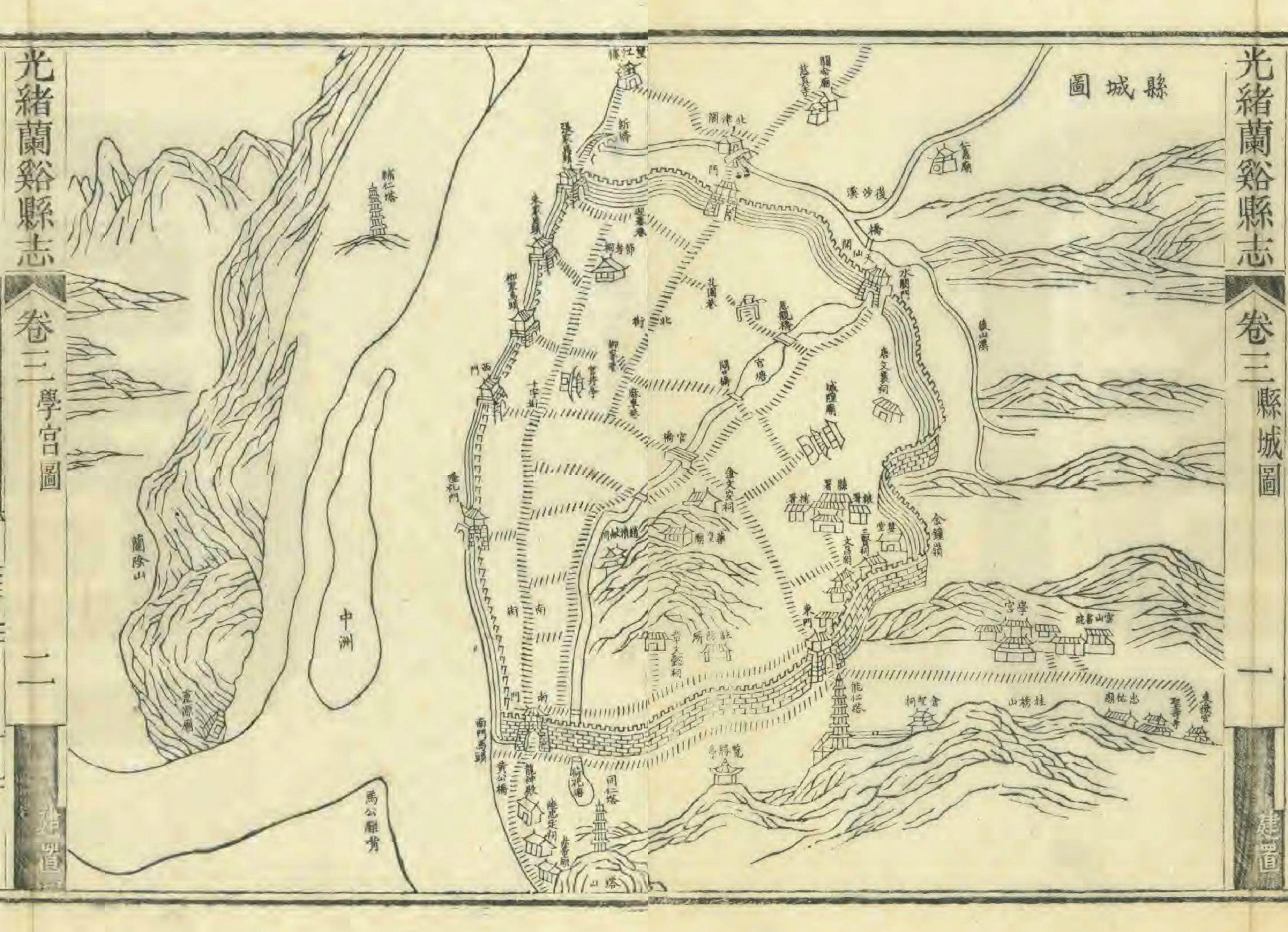
清光绪十五年（1889）《兰溪县志》县城图。

兰溪城墙为旧兰溪县城城墙，位于今中国浙江省金华市兰溪市云山街道，现仅存西城墙长600余米的墙段，位于兰江东岸兰江路东侧。
兰溪为唐咸亨五年（674）分金华县西部之三河戍置县，属婺州，元元贞元年（1295）升为州，明洪武三年（1370）仍降为县。兰溪城墙始建年代不详，南宋绍兴二十四年（1154）婺州通判洪遵所修《东阳志》已有记载（原书已佚），元至正十八年（1358）胡大海占领兰溪时重筑，明正德七年（1512）因江西王浩八起义波及浙西而再度筑城，清乾隆、嘉庆、同治和光绪时多次重修。民国二十八年（1939）后为便于战时疏散而拆除城墙，仅西面城墙因有防洪作用而得以保留。1985年西门城楼倒塌，1995年重修城墙并重建西门城楼。现存西城墙中有约600余米为明代遗迹（含小西门隆礼门与柳家码头便门），其余为1995年重修。
兰溪城墙东依大云山，西临兰江，略呈半月形。传南宋绍兴时分大城和子城，大城周二里三百二十三步，高一丈五尺，子城周一里三百四十五步（已久废）。明正德时城周八百六十五丈（约2768米），城内面积约0.54平方公里（开广二里三百二十三步）。最初大城有陆门四座，分别为东门上门、西门溪门、南门迎麾门和北门，至正后改称东门安政门、西门清波门（外为悦济浮桥）、南门明德门和北门拱辰门，之后又增设小西门隆礼门（元至正二十五年，即龙凤十一年（1365）增设，俗称水门，位于西门南侧，外为水门码头）及柳家码头、朱家码头和张家码头三处便门（张家码头便门增设于明成化时，其余年代不明，均位于西门北侧，后官塘由此入城），另有水门一座名水阙门（位于北门东侧）。南、西、北三座陆门上建有城楼，水阙门上建有天仙阁。城外不设城濠，其中东北侧有后山溪（天仙溪）和后沙溪绕城（图）。
原城内的主要建筑有县署（位于东门内，已不存）、城隍庙（位于今延安路小学内，兰溪市文物保护单位）和药皇庙（位于天福山北麓、牛角尖雀门巷23号，浙江省文物保护单位）等，学宫（兰溪县学文庙，位于今云山小学内，已不存）和云山书院（西与学宫紧邻，已不存）则位于东门外。城内尚存天福山、城隍庙两个传统历史街区，以及告天台（兰溪市文物保护单位）、钱业公所（浙江省文物保护单位）、徐氏宗祠（兰溪市文物保护单位）、章郭巷9号民居（浙江省文物保护单位）和章懋故居（兰溪市文物保护单位）等具有代表性的传统公建、民居。
- 西门内侧（西面，1995年所建）
- 小西门外侧（东面）
- 西门以北的墙段（明代）
- 小西门以南的墙段（1995年所建）